# Jeb Stuart Magruder

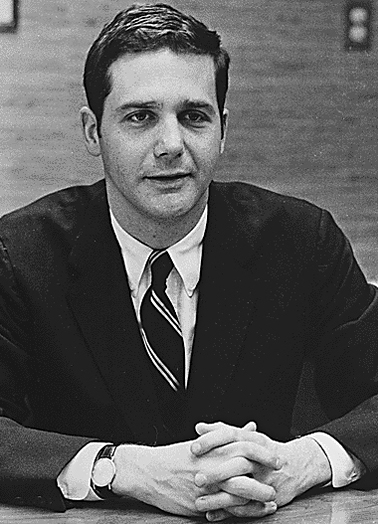
Jeb Stuart Magruder (1970)

Jeb Stuart Magruder (* 5. November 1935 in New York City; † 11. Mai 2014 in Danbury, Connecticut) war ein US-amerikanischer Politiker und Autor, der in die Watergate-Affäre verwickelt war.

## Aufstieg in Washington
Seine Ausbildung erfolgte am Williams College und an der University of Chicago. Während seiner Armeezeit war Magruder in Korea stationiert. Nach dem Militärdienst arbeitete er als Verkäufer für Kosmetik, Gesichtsmasken und Damentrikotagen. Außerdem war er als „Fahrradnarr“ bekannt, der täglich mit seinem Fahrrad ins Weiße Haus fuhr.
1969 wurde Magruder von H. R. Haldeman (Stabschef von Präsident Richard Nixon) ins Weiße Haus geholt. Magruder war Mitglied der so genannten „Biberpatrouille“ – ein Ausdruck für jene jungen Männer, die treu ergeben für Haldeman arbeiteten. Im März 1971 wurde das Komitee zur Wiederwahl Nixons (CRP) gegründet. Magruder arbeitete zuerst als Leiter, später als stellvertretender Wahlkampfleiter unter dem früheren Justizminister und Nixon-Freund John N. Mitchell. Hugh Sloan und Jeb Magruder wurden von Haldeman beauftragt, sich um die täglich anfallenden politischen und finanziellen Geschäfte des CRP zu kümmern. Die Kampagne des CRP war äußerst erfolgreich, wenngleich die angewandten Methoden zum größten Politskandal in der Geschichte der USA werden sollten. Als Dank für die gelungene Wiederwahl Nixons wurde Magruder mit der Organisation des zeremoniellen Ablaufs für die Amtseinführung Nixons im Januar 1973 beauftragt.

## Watergate-Affäre
Als erster Mitarbeiter Mitchells im CRP hatte Magruder 25 Sektionsleiter und 250 hauptamtliche Angestellte zu beaufsichtigen sowie 30 bis 35 Millionen Dollar zu betreuen. Magruder war durch Mitchell autorisiert, Zahlungen an andere zu genehmigen. 700.000 Dollar sollten offiziell für Sicherheitsvorkehrungen auf der Republican National Convention bestimmt gewesen sein. Inoffiziell dürfte das Geld für Einbrüche und Abhöraktionen verwendet worden sein. Dokumente, wie Tonbandaufzeichnungen und Kontoauszüge wurden durch Robert Mardian (den politischen Koordinator des CRP) und Fred LaRue (den stellvertretenden Direktor des CRP) vernichtet. Später wurde durch Clark MacGregor, Mitchells Nachfolger als Wahlkampfleiter des CRP, zugegeben, dass Geld für „Nachforschungen nach eventuellen organisierten Störaktionen der Nixonschen Wahlkampagne“ aus dem so genannten Sicherheitsfonds bereitgestellt wurde. Allerdings hätten diese „Nachforschungen“ laut MacGregor nichts mit illegalen Aktivitäten zu tun gehabt. Im Januar 1973 war die Vernehmung der einzigen vier Zeugen aus dem Nixon-Komitee angesetzt: Porter, Odle, Sloan und Magruder. Bei dieser ersten halbstündigen Einvernahme durch den Hauptankläger Earl J. Silbert erklärte Magruder, dass er neben seinen vielfältigen Tätigkeiten im CRP keine Zeit dafür hätte zur Notiz zu nehmen, ob andere Mitarbeiter, wie etwa Gordon Liddy, Finanzberater im CRP, in illegale Tätigkeiten verwickelt seien.
Die beiden Watergate-Aufdecker, Carl Bernstein und Bob Woodward von der Washington Post, analysierten den Prozess in ihrer Zeitung. Nach ihrer Darstellung soll sich der 16-tägige Prozess durch „nicht gestellte Fragen, nicht gegebene Antworten, nicht vernommene Zeugen und Gedächtnislücken“ ausgezeichnet haben. Daraus kann ein nicht allzu ausgeprägter Aufklärungswillen der Staatsanwaltschaft abgeleitet werden. Später gab Magruder zu, dass er bei diesem Prozess einen Meineid geleistet habe. Nachdem James W. McCord sich in einem Brief an Richter John Sirica zu rückhaltloser Aussage vor Gericht bereit erklärt und Meineide bei früheren Aussagen anderer Beteiligter angedeutet hatte, entschloss sich Magruder zu einem ungewöhnlichen Schritt: Am 14. April 1973 begab er sich freiwillig zur Staatsanwaltschaft. Er behauptete dort, dass Mitchell und Nixons Berater John Dean die Planungen für die Watergate-Lauschoperationen gebilligt und unterstützt hätten. Außerdem erklärte Magruder in seiner Aussage, Mitchell und Dean hätten sich das Schweigen der sieben verantwortlichen Watergate-Einbrecher zu erkaufen versucht. Magruder wurde im August 1973 von Richter Sirica für folgende Vergehen schuldig gesprochen: Behinderung der Justiz, Betrug der USA, Lauschangriff gegen die Demokratische Partei. Er verbüßte sieben Monate in der Strafanstalt Allenwood (Pennsylvania).

## Späte Jahre
Nach dem Watergate-Skandal schied Magruder aus Politik und Wirtschaft aus und schlug einen religiösen Weg in der Presbyterianischen Kirche ein. Er studierte am Princeton Theological Seminary und wurde 1981 zum Pastor geweiht. Er war in Burlingame (Kalifornien), Columbus (Ohio) und Lexington (Kentucky) tätig. Im Jahr 1987 heiratete er Patricia Ann Newton. 1995 ermöglichte der Gouverneur von Kentucky, Brereton Jones, ihm das Recht, wieder für öffentliche Ämter zu kandidieren; ein entsprechendes Gnadengesuch Magruders war 1983 von Ronald Reagan abgelehnt worden. 1998 zog er sich als aktiver Kirchenmitarbeiter zurück und wurde Berater in einem Wirtschaftsunternehmen in Dallas.
2003, also 30 Jahre nach Watergate, meldete sich Jeb Magruder in einer Dokumentation für den öffentlichen US-Sender PBS wieder zu Wort. Er erklärte, dass er bei einem Telefonat zwischen John Mitchell und Richard Nixon anwesend gewesen sei und dabei die Stimme Nixons erkannt habe. Nixon soll in diesem Telefonat Mitchell zu einem Einbruch in Watergate-Hotel gedrängt haben. „John … du musst das machen“, habe Nixon gesagt. Sofort nach dem Interview äußerten Historiker Zweifel am Wahrheitsgehalt dieser Aussage. So nannte Stanley Kutler, Autor mehrerer Bücher über die Watergate-Affäre, Magruder eine „fragwürdige Person … mit fragwürdigen Äußerungen.“ Fehlende Tonbandaufzeichnungen über das oben genannte Telefonat aus dem Weißen Haus führt Kutler als Beweis auf. Allerdings übergab Nixon nicht alle Tonbandaufzeichnungen und an manchen Stellen waren nur Pfeiftöne zu hören (Nixons Sekretärin Woods will versehentlich die Löschtaste gedrückt haben). Auch John Dean, Berater Nixons, meldete sich nach dem Interview zu Wort. Er meinte, er sehe keinen Grund, weshalb Magruder über die damaligen Ereignisse die Unwahrheit gesagt haben soll. Er habe sich diese Aussagen von Magruder allerdings 30 Jahre früher gewünscht.

## Bücher
Magruder schrieb zwei Bücher: An American Life: One Mans Road to Watergate (1974) rollt seine Beteiligung am Watergate-Skandal auf, in From Power to Peace beschreibt er seinen Weg zum christlichen Glauben nach dem Skandal.